# Plesiomma caminarium
Plesiomma caminarium är en tvåvingeart som först beskrevs av Christian Rudolph Wilhelm Wiedemann 1828.  Plesiomma caminarium ingår i släktet Plesiomma och familjen rovflugor. Inga underarter finns listade i Catalogue of Life.